# Moisès Maicas
Moisès Maicas (Mataró 1964/65 - 13 de juny 2017) va ser un director de teatre català. Fill del director tetaral mataroní Carles Maicas, es destacà pels seus muntatges alternatius i d'estil contemporani, sovint en petit format. Juntament amb la traductora Anna Soler Horta, la seva parella creativa, programà diverses obres d'autors internacionals com Roland Schimmelpfennig, Philipp Löhle, Daniel Keene o Lars Norén en festivals com el Festival Temporada Alta o el Festival Grec.

## Obres
- El drac d'or
- Àlies Gospodin, de Philipp Löhle
- Les verges virtuals, de Toni Cabré
- Meitat i meitat, de Daniel Keene
- Lampedusa beach
- La Peggy Pickit veu la cara de Déu, de Roland Schimmelpfennig
- Psicosi de les 4.48, de Sarah Kane